# Lucihormetica tapurucuara
Lucihormetica tapurucuara är en kackerlacksart som först beskrevs av Rocha e Silva 1979.  Lucihormetica tapurucuara ingår i släktet Lucihormetica och familjen jättekackerlackor. Inga underarter finns listade i Catalogue of Life.